# Piacenza Sportiva 1951-1952
Questa voce raccoglie le informazioni riguardanti la Piacenza Sportiva nelle competizioni ufficiali della stagione 1951-1952.

## Stagione
Nella stagione 1951-1952 il Piacenza disputa il girone B del campionato di Serie C, un torneo a 18 squadre che i biancorossi vincono con 55 punti. Per salire in Serie B è necessario vincere anche il girone delle prime nei 4 raggruppamenti, ovvero, oltre ai ducali, il Maglie, il Cagliari ed il Vigevano. Alla fine ad ottenere la promozione in Serie B sarà il Cagliari, che nei confronti diretti pareggia (1-1) a Piacenza e vince (2-1) in casa.
La serie C è oggetto di una riforma che vedrà ridurre i gironi che la compongono da quattro ad uno soltanto. Quindi solo le prime di ogni girone si potranno giocare l'unico posto disponibile per salire in Serie B. Solo le prime quattro di ogni girone manterranno la categoria, tutte le altre scenderanno nel quarto livello del calcio italiano, la Serie D. La dirigenza del Piacenza non lesina sforzi per rinnovare e rafforzare la squadra con l'obiettivo di cogliere l'unico posto che conta. Il nuovo allenatore è Mariano Tansini, vecchia gloria biancorossa con un trascorso in nazionale. Arrivano alla sua corte Francesco Meregalli, Serafino Romani e Alberto Oldani, ma la nota che si rivelerà più azzeccata è l'arrivo del centravanti ventiduenne Dario Seratoni, che in stagione realizzerà 26 reti. Una stagione da incorniciare quella del Piacenza: prima della sconfitta che si rivelerà decisiva a Cagliari il 6 luglio, i biancorossi sono rimasti imbattuti per 32 partite, e solo un regolamento impietoso ha impedito al Piacenza di ottenere la promozione in questa bella e avara stagione.

## Rosa
| N. |                   | Ruolo | Calciatore          |
| -- | ----------------- | ----- | ------------------- |
|    | Italia (bandiera) | A     | Alfredo Arrigoni    |
|    | Italia (bandiera) | C     | Sergio Ballarin     |
|    | Italia (bandiera) | C     | Orlando Bissi (I)   |
|    | Italia (bandiera) | A     | Piero Bortoletto    |
|    | Italia (bandiera) | D     | Gastone Celio       |
|    | Italia (bandiera) | A     | Mirko Costa         |
|    | Italia (bandiera) | P     | Mariano Faraone     |
|    | Italia (bandiera) | C     | Francesco Fiorani   |
|    | Italia (bandiera) | A     | Giuseppe Macoratti  |
|    | Italia (bandiera) | C     | Edmondo Maione      |
|    | Italia (bandiera) | C     | Francesco Meregalli |
|    | Italia (bandiera) | C     | Alberto Oldani      |

| N. |                      | Ruolo | Calciatore      |
| -- | -------------------- | ----- | --------------- |
|    | Argentina (bandiera) | C     | Osvaldo Peretti |
|    | Italia (bandiera)    | P     | Remo Peroncelli |
|    | Italia (bandiera)    | C     | Sergio Rampini  |
|    | Italia (bandiera)    | D     | Dante Ravani    |
|    | Italia (bandiera)    | A     | Serafino Romani |
|    | Italia (bandiera)    | P     | Luigi Saletti   |
|    | Italia (bandiera)    | A     | Dario Seratoni  |
|    | Italia (bandiera)    | D     | Livio Spaggiari |
|    | Italia (bandiera)    | C     | Primo Succi     |
|    | Italia (bandiera)    | C     | Ermes Tonzar    |
|    | Italia (bandiera)    | C     | Giovanni Zanier |

## Serie C girone B

### Girone di andata
| Arbitro: | Crespi (Milano) |

|                            |           |  |
| Seratoni 18’ Macoratti 31’ | Marcatori |  |

| Arbitro: | Andreoni (Milano) |

|  |           |                               |
|  | Marcatori | 52’ Seratoni 85’ (rig.) Succi |

| Arbitro: | Franzi (Vercelli) |

|                        |           |  |
| Seratoni 65’ Costa 89’ | Marcatori |  |

| Mantova 30 settembre 1951 4ª giornata | Mantova             | 0 – 0 | Piacenza | Stadio Danilo Martelli\| Arbitro: \| Baldo (Alessandria) \| |
| Arbitro:                              | Baldo (Alessandria) |       |          |                                                             |

| Arbitro: | Matteucci (Roma) |

|                      |           |  |
| Muci 29’ Mangini 30’ | Marcatori |  |

| Arbitro: | Brassi (Pavia) |

|                        |           |                        |
| Costa 17’ Seratoni 88’ | Marcatori | 15’ Mari 60’ Marchetti |

| Arbitro: | Gambarotta (Genova) |

|            |           |  |
| Molina 61’ | Marcatori |  |

| Arbitro: | Pastechi (Pisa) |

|                                                              |           |             |
| Oldani 17’ Rampini 61’ Meregalli 69’ Seratoni 82’ (rig.) 86’ | Marcatori | 71’ Teruzzi |

| Arbitro: | Franzoi (Venezia) |

|            |           |                       |
| Purich 41’ | Marcatori | 21’ Fiorani 76’ Costa |

| Arbitro: | Massobrio (Casale Monferrato) |

|                                              |           |            |
| Fiorani 12’, 35’ Seratoni 20’, 27’, 39’, 87’ | Marcatori | 58’ Mion I |

| Arbitro: | Savi (Bergamo) |

|                |           |           |
| Bortoletto 15’ | Marcatori | 8’ Visani |

| Gorizia 9 dicembre 1951 12ª giornata | Pro Gorizia    | 0 – 0 | Piacenza | Stadio Baiamonti\| Arbitro: \| Molon (Verona) \| |
| Arbitro:                             | Molon (Verona) |       |          |                                                  |

| Arbitro: | Massobrio (Casale Monferrato) |

|                      |           |                                                          |
| Callegari 88’ (rig.) | Marcatori | 13’, 34’ Seratoni 24’ Romani 74’ Oldani 79’ (aut.) Niero |

| Arbitro: | Pacchioni (Varese) |

|                                                            |           |  |
| Bortoletto 6’ Oldani 23’ Seratoni 46’, 85’, 88’ Romani 63’ | Marcatori |  |

| Arbitro: | Griggi (Brescia) |

|                                    |           |                                             |
| Favini 20’ Sandiano 58’ Papini 89’ | Marcatori | 14’, 30’ Seratoni 18’ Bortoletto 75’ Romani |

| Arbitro: | Tibaldi (Savona) |

|                                                          |           |           |
| Bortoletto 11’, 68’ Oldani 43’ Meregalli 83’ Rampini 89’ | Marcatori | 40’ Testa |

| Arbitro: | Anichini (Firenze) |

|              |           |              |
| Cappello 46’ | Marcatori | 43’ Seratoni |

### Girone di ritorno
| Arbitro: | Ferrari Aggradi (Firenze) |

|             |           |            |
| Baldassi 4’ | Marcatori | 49’ Oldani |

| Arbitro: | Bosso (Sestri Levante) |

|                      |           |               |
| Romani 50’ Succi 66’ | Marcatori | 61’ Del Negro |

| Arbitro: | Coppa (Mariano Comense) |

|  |           |                                  |
|  | Marcatori | 21’ Seratoni 52’ (aut.) Zeglioli |

| Arbitro: | Vilella (Trieste) |

|                                 |           |                               |
| Oldani 22’, 28’, 67’ Romani 90’ | Marcatori | 10’ Mosca 31’ (rig.) Tosolini |

| Arbitro: | Liverani (Torino) |

|             |           |  |
| Fiorani 85’ | Marcatori |  |

| Arbitro: | Pizzato (Mestre) |

|  |           |            |
|  | Marcatori | 9’ Peretti |

| Arbitro: | Cicardi (Lecco) |

|                      |           |            |
| Rampini 2’ Costa 19’ | Marcatori | 41’ Molina |

| Arbitro: | Arpaia (Roma) |

|             |           |             |
| Ferrari 39’ | Marcatori | 14’ Rampini |

| Arbitro: | Benedetti (Piombino) |

|                  |           |  |
| Seratoni 1’, 20’ | Marcatori |  |

| San Donà di Piave 30 marzo 1951 27ª giornata | San Donà          | 0 – 0 | Piacenza | Stadio Verino Zanutto\| Arbitro: \| Franzi (Vercelli) \| |
| Arbitro:                                     | Franzi (Vercelli) |       |          |                                                          |

| Arbitro: | Matteucci (Roma) |

|              |           |             |
| Guidazzi 35’ | Marcatori | 69’ Rampini |

| Arbitro: | Raule (Roma) |

|                                   |           |           |
| Romani 16’, 84’ Seratoni 31’, 86’ | Marcatori | 20’ Macor |

| Arbitro: | Casati (Varese) |

|                                     |           |  |
| Romani 33’ Bortoletto 57’ Bissi 90’ | Marcatori |  |

| Arbitro: | Molon (Verona) |

|  |           |                              |
|  | Marcatori | 34’, 90’ Bissi 52’ Spaggiari |

| Arbitro: | Mongiano (Torino) |

|                                           |           |            |
| Bissi 21’, 79’ Elli 62’ (aut.) Romani 72’ | Marcatori | 2’ Gorlani |

| Arbitro: | Grandville (Roma) |

|                    |           |                   |
| Faraone 67’ (aut.) | Marcatori | 24’, 30’ Seratoni |

| Arbitro: | Pastechi (Pisa) |

|                               |           |           |
| Seratoni 38’ Succi 56’ (rig.) | Marcatori | 31’ Bacci |

### Girone Finale
| Arbitro: | Matucci (Seregno) |

|            |           |                  |
| Romani 57’ | Marcatori | 70’ (rig.) Borri |

| Arbitro: | Liverani |

|            |           |             |
| Romani 55’ | Marcatori | 44’ Gennari |

| Arbitro: | Cartei (Firenze) |

|                |           |                              |
| Tarantelli 33’ | Marcatori | 53’, 66’ Romani 64’ Seratoni |

| Arbitro: | Tassini (Verona) |

|  |           |              |
|  | Marcatori | 24’ Seratoni |

| Arbitro: | Piemonte (Monfalcone) |

|            |           |                |
| Romani 36’ | Marcatori | 89’ Checchetti |

| Arbitro: | Canavesio (Torino) |

|                         |           |             |
| Pison 21’ Bercarich 84’ | Marcatori | 8’ Seratoni |